# Concert du nouvel an 1992 à Vienne
Le concert du nouvel an 1992 de l'orchestre philharmonique de Vienne, qui a ieu le 1er janvier 1992, est le 52e concert du nouvel an donné au Musikverein, à Vienne, en Autriche. Il est dirigé pour la seconde et dernière fois par le chef d'orchestre autrichien Carlos Kleiber, trois ans après sa précédente apparition.
Johann Strauss II y est toujours le compositeur principal, mais son frère Josef est représenté avec quatre pièces, et leur père Johann clôt le concert avec sa célèbre Marche de Radetzky. Par ailleurs, le compositeur allemand Otto Nicolai ouvre le concert, dix ans après sa première apparition, et toujours avec l'ouverture de son opéra Les Joyeuses Commères de Windsor.
Pour la première fois depuis six ans, aucune nouvelle pièce n'est jouée au concert du nouvel an.

## Programme

### Première partie
1. Otto Nicolai : ouverture de l'opéra-comique Les Joyeuses Commères de Windsor
2. Johann Strauss II : Stadt und Land, polka-mazurka, op. 322
3. Josef Strauss : Dorfschwalben aus Österreich, valse, op. 164
4. Josef Strauss : Feuerfest, polka française, op. 269
5. Johann Strauss II : Vergnügungszug, polka rapide, op. 281

### Deuxième partie
1. Johann Strauss II : ouverture de l'opérette Der Zigeunerbaron
2. Johann Strauss II : Tausend und eine Nacht, valse d'après des mélodies de l'opérette Indigo und die 40 Räuber
3. Johann Strauss II : Neue Pizzicato-Polka, polka, op. 449
4. Johann Strauss II : Persischer Marsch, marche, op. 289
5. Johann Strauss II : Tritsch-Tratsch-Polka, polka rapide, op. 214
6. Josef Strauss : Sphärenklänge, valse, op. 235
7. Johann Strauss II : Unter Donner und Blitz, polka rapide, op. 324

### Rappel
1. Josef Strauss : Jokey-Polka, polka rapide, op. 278
2. Johann Strauss II : Le Beau Danube bleu, valse, op. 314
3. Johann Strauss : Marche de Radetzky, marche, op. 228